# Giovani blues
Giovani blues è un'antologia di racconti, scritti da vari autori. Il libro è a cura di Pier Vittorio Tondelli ed è stato pubblicato per la prima volta nel maggio 1986 da Il lavoro editoriale e successivamente da Transeuropa. È il primo libro del progetto "Under 25".

## Il libro
Il libro si propone di condurre «la prima inchiesta letteraria sui ragazzi italiani nati dopo il 1960, in tredici racconti inediti sulla realtà giovanile di questi anni». Lanciato un appello su varie riviste, tra cui Linus e Rockstar, l'unico requisito richiesto agli aspiranti scrittori era quello di avere non più di venticinque anni; Tondelli seleziona undici autori tra oltre quattrocento dattiloscritti (di cui solo la metà ritenuta "utilizzabile"), privilegiando testi "autentici" più che "letterari". Il tema di fondo individuato da Tondelli è «una condizione giovanile contesa fra quotidianità e avventura, una condizione leggera o al massimo agrodolce, mai disperata e tragica». I dattiloscritti spediti vengono idealmente raccolti sotto quattro categorie tipologiche: testi intimisti, testi generazionali (con maggiore coscienza narrativa), testi di genere e testi sperimentali e di poesia. Gran parte dei racconti poi selezionati presenta la forma diaristica e rispetto ai volumi successivi del progetto prevalgono gli scritti intimistici e testi che guardano al cambiamento delle istituzioni nella convivenza civile, ovvero la famiglia e la scuola. Unica eccezione rispetto alla scelta della linea narrativa è rappresentata da Paola Sansone, della quale sono state inserite undici poesie, selezionate perché liriche anti-accademiche, polemiche, comiche e goliardiche. Ad apertura del volume si trova una presentazione da parte di Tondelli ad inaugurare il progetto Under 25, mentre in appendice elenca i nomi di tutti i partecipanti al progetto, ma che non sono stati selezionati (in totale sono duecentosettantadue).

## Autori
- Alessandra Buschi (1963–)
- Andrea Canobbio (1962–)
- Claudio Camarca (1960–)
- Rory Cappelli (1962–)
- Giuliana Caso (1964–)
- Vittorio Cozzolino (1961–)
- Andrea Lassandari (1963–)
- Roberto Pezzuto (1960–)
- Gabriele Romagnoli (1960–)
- Paola Sansone (1961–)
- Giancarlo Viscovich (1963–)

## Racconti

### Comicamente parlandodi Paola Sansone
Paola Sansone è l'unica autrice di poesia presente nell'antologia: compone versi leggeri, ironici e parodici su temi quotidiani, che si mescolano a doppi sensi e giochi di parole, inserendosi sulla scia del genere comico. La sezione raccoglie undici poesie: Testamento, Glub glub affogo, Ero, Esteticamente non, Come sono pulita, Cognato nasuto sempre piaciuto, Per mia surela, Giosuè Carducci, Ugo Foscolo, Giovanni Pascoli e Gabriele D'Annunzio.

## Critica
Il progetto Under 25 è stato accolto dalla critica in modo positivo riguardo all'intento di Tondelli di condurre un'indagine sociologica sul mondo giovanile. Sotto il punto di vista letterario agli autori vennero rimproverati le poche originalità e inventiva, la piattezza dei contenuti e l'aderenza troppo smaccata a modelli come lo stesso Tondelli e Céline.

## Edizioni
- Pier Vittorio Tondelli (a cura di), Giovani blues. Under 25, Ancona, Il lavoro editoriale, 1986, ISBN 88-7663-074-0.
- Pier Vittorio Tondelli (a cura di), Giovani blues. Under 25, Ancona, Transeuropa, 1986, ISBN 88-7828-024-0.
- Pier Vittorio Tondelli (a cura di), Giovani blues. Under 25, Milano, Arnoldo Mondadori Editore, 1991, ISBN 88-04-35037-7.
- Pier Vittorio Tondelli (a cura di), Giovani blues, Milano, Costa & Nolan, 2005,  p. 192, ISBN 978-88-74-37008-5.